# Lake Stevens (Washington)
Lake Stevens es una ciudad ubicada en el condado de Snohomish en el estado estadounidense de Washington. En el año 2000 tenía una población de 26.670 habitantes y una densidad poblacional de 1.102,0 personas por km².

## Geografía
Lake Stevens se encuentra ubicada en las coordenadas 48°1′11″N 122°3′58″O / 48.01972, -122.06611.

## Demografía
Según la Oficina del Censo en 2000 los ingresos medios por hogar en la localidad eran de $65.231, y los ingresos medios por familia eran $68.250. Los hombres tenían unos ingresos medios de $51.536 frente a los $30.239 para las mujeres. La renta per cápita para la localidad era de $22.943. Alrededor del 4,4% de la población estaban por debajo del umbral de pobreza.